# Joaquim Llorca Pascual

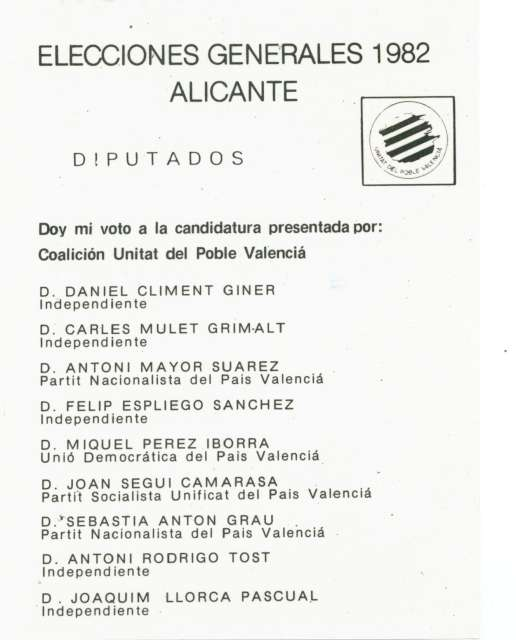
Joaquim Llorca va ser un dels candidats en la llista de la UPV per Alacant en les eleccions generals del 82.

Joaquim Llorca Pascual, més conegut com a Ximo Llorca (Muro d'Alcoi, El Comtat, 1947 - 27 de juny de 1998) va ser un polític valencià, alcalde del municipi de Muro d'Alcoi entre 1983 i 1991.
D'inquietuds valencianistes des de jove, Ximo Llorca va militar al PSAN en la seua joventut, partit que abandonaria prompte en considerar que la línia del partit no ajudava a incidir en els problemes de cada localitat. Aleshores Ximo formava part d'una plataforma d'independents (ADEI) que va governar Muro entre 1983 i 1991, amb ell d'alcalde. Ximo militava aleshores a la Unitat del Poble Valencià.
El seu mandat és recordat com un període on la vila de Muro va aportar moltes idees en matèria cultural i de desenvolupament municipal a la comarca del Comtat I la seua persona en particular com un gran defensor del valencià i del seu ensenyament.
Ximo Llorca va morir prematurament als 51 anys. En homenatge, els premis agermanats, que atorga la secció de L'Alcoià-El Comtat-Foies de Castalla i Xixona del Bloc Nacionalista Valencià tenen una modalitat, anomenada "Premi Ximo Llorca Pascual" i s'atorga en reconeixement del compromís amb el País Valencià i la seua cultura i entorn.
Fora de la política local, Ximo Llorca va tancar la llista de la Unitat del Poble Valencià per la Circumscripció electoral d'Alacant en les Eleccions generals espanyoles de 1982 i va ser cap de llista en la mateixa circumscripció a les Eleccions a les Corts Valencianes de 1991.